# João e Marciano
João (em latim: Ioannes) Marciano (em latim: Marcianus) são mártires cristãos que foram mortos durante a Perseguição de Diocleciano.

## Vida
Marciano era um senador, cujo filho João morreu de causas desconhecidas. Em 304, Abúndio e Abundâncio, dois cristãos condenados a morte, encontraram Marciano com seu filho morto em seu caminho à morte. O corpo de João foi colocado diante dos dois e Abúndio se ajoelhou e orou por João, que abriu os olhos. Após o milagre, Marciano trouxe água e ele e seu filho foram batizados. Porém, logo foram martirizados com Abúndio e Abundâncio. Os restos de Marciano e João foram encontrados em 1001 e transferidos a Civita Castellana.